# 李崇 (陳留公)
李 崇（り すう、454年 - 525年）は、北魏の軍人。字は継長。小名は継伯。本貫は頓丘郡衛国県。

## 経歴
文成元皇后の次兄にあたる李誕の子として生まれた。14歳のとき、召し出されて主文中散に任じられ、陳留公の爵位を嗣ぎ、鎮西大将軍となった。
孝文帝の初年、大使として冀州を巡察した。まもなく梁州刺史を代行した。ときに巴氐が反抗したので、李崇は荊州刺史となり、上洛に駐屯した。孝文帝は陝州と秦州の兵を徴発して荊州に送ろうとしたが、李崇は民心を離反させかねないと断った。まもなく李崇が国境地帯の軍事を掌握すると、捕虜としていた南朝斉の出身者を全て帰国させた。斉側も北魏の荊州出身者200人ほどの身柄を返還した。李崇が荊州を統治したあいだ、両国の国境地帯は和平と交流が維持された。在任4年で平城に召還された。
李崇は兗州刺史に任じられた。兗州では古くから強盗が多かったため、李崇は村ごとに1楼を置き、楼には1鼓を設置し、これを楼懸鼓といった。強盗事件が発生すると、2本の枹が現地の村の楼懸鼓を乱打した。四方の諸村で始めて聞く者はひととおり鼓を打ち、次に聞く者は2節にわたって鼓を打ち、次に聞く者は3節にわたって鼓を打った。諸村で鼓を聞くと、みなで要路を守った。このように強盗事件の発生の情報が短時間で伝達されるようになり、盗人の摘発に効果を上げた。諸州でこの楼懸鼓が置かれるようになったのは、李崇が始めたことであった。
492年（太和16年）、皇族以外の臣下の爵位が一律に降格されることとなり、李崇も侯に降格され、安東将軍の号を受けた。494年（太和18年）、孝文帝が南征し、咸陽王元禧が都督左翼諸軍事となると、李崇は本官のまま元禧を補佐した。
徐州の降伏者であった郭陸が反乱を起こし、多くの人々がこれに呼応した。李崇は高平出身の卜冀州に罪を犯したと偽らせて、郭陸のもとに逃亡させた。郭陸は卜冀州を受け入れると、これを謀主とした。数カ月後、卜冀州が郭陸を斬り、反乱軍は逃散した。李崇は洛陽に入朝して河南尹となった。
497年（太和21年）、孝文帝が親征して漢水の北の地方を攻略すると、李崇は梁州刺史を代行した。氐の楊霊珍が弟の楊婆羅と子の楊双に1万人あまりの兵を与えて派遣し、武興を襲撃して陥落させ、南朝斉と結んだ。李崇は使持節・都督隴右諸軍事となり、数万の兵を率いてこれを討った。李崇は山を斜めに分進し、楊霊珍の不意を突いて挟み撃ちにした。氐族たちは楊霊珍を見捨てて逃げ散り、楊霊珍の兵衆は半減した。李崇が赤土に進軍して拠ると、楊霊珍は従弟の楊建に5000人を与えて龍門に駐屯させ、自らは精鋭1万を率いて鷲峡に拠った。楊建は龍門の北数十里の樹木を伐採して路を塞ぎ、楊霊珍は鷲峡の口に大木を積み、つぶて石を集めて崖下に投げ下ろし、魏軍を阻んだ。李崇は統軍の慕容拒に5000の兵を与えて、夜間に別路から龍門を襲撃させて楊建を破った。李崇自らは楊霊珍を攻撃した。楊霊珍は連戦して敗走し、その妻子が捕らえられた。李崇は擬兵を多く設けて、武興を襲撃して奪回した。斉の梁州刺史の陰広宗が参軍の鄭猷や王思考に兵を与えて派遣し、楊霊珍を支援させようとした。李崇はこの斉の援軍を撃破した。楊婆羅を斬首し、1000人あまりを殺し、鄭猷らを捕らえた。楊霊珍は漢中に逃れた。このとき南陽にいた孝文帝は報告を聞いて喜び、李崇を正式に都督梁秦二州諸軍事・梁州刺史に任じた。楊霊珍がひそかに白水に拠ったが、李崇はこれを撃破した。楊霊珍は遠方に逃れ去った。
宣武帝の初年、李崇は洛陽に召還されて右衛将軍となり、七兵尚書を兼ねた。まもなく撫軍将軍の号を加えられ、正式に七兵尚書となった。左衛将軍・相州大中正に転じた。502年（景明3年）、魯陽の少数民族の柳北喜や魯北燕らが人々を集めて反乱を起こすと、諸民族がこれに呼応し、湖陽を包囲した。北魏の游撃将軍の李暉がかねてから湖陽城に駐屯しており、防戦にあたったが、反乱軍の勢いは盛んであった。李崇が使持節・都督征蛮諸軍事となり、この反乱を討つよう命じられた。諸民族の兵は数万におよび、要地を占拠して布陣し、魏軍をはばんだ。李崇は連戦して反乱軍を破り、魯北燕らを斬って、反乱に加担した1万戸あまりを幽州や并州などに移した。李崇はかつて氐の反乱を平定した功績を宣武帝に賞されて、魏昌県開国伯に封じられた。503年（景明4年）、東荊州の少数民族の樊安が龍山で人々を集めて帝を称し、南朝梁がこれに援兵を派遣した。北魏の諸将が樊安の反乱軍を討って敗れたため、李崇は使持節・散騎常侍・都督征蛮諸軍事となり、鎮南将軍に号を進め、兵を率いて反乱軍を攻撃した。504年（正始元年）、李崇が諸将を分遣して、反乱軍の塁を攻撃すると、連戦連勝して樊安を生け捕りにし、西荊に進撃して、諸民族を全て降伏させた。
505年（正始2年）、李崇は使持節・兼侍中・東道大使となった。中護軍に転じ、散騎常侍・征南将軍・揚州刺史に任じられて出向した。511年（永平4年）、李崇は宣武帝により都督淮南諸軍事の任を加えられ、寿春の兵を朐山の戦いの援軍として送り込んだ。513年（延昌2年）、李崇は揚州刺史のまま侍中・車騎将軍・都督江西諸軍事を加えられた。
5月、13日続いた大雨のため、洪水が寿春の城内に侵入し、建造物はみな水没した。李崇は兵とともに城壁の上で寝泊まりした。増水が止まらず、水没していない城壁も2板のみという状況となった。州府の官吏たちは李崇に寿春を放棄して北山に移るよう勧めたが、李崇は聞き入れなかった。揚州出身の裴絢が梁の仮の豫州刺史となり、洪水の機会に乗じて反乱を起こそうとしたが、李崇はこれを殲滅した。李崇は洪水災害を自らの罪であると上奏して解任を求めたが、宣武帝は聞き入れなかった。
李崇は揚州刺史の任にあること10年、国境を侵犯する敵を向かうところ撃破したため、「臥虎」と号された。梁の武帝は李崇を車騎大将軍・開府儀同三司・万戸郡公として引き入れようとしたが、李崇は一切なびくことなく、宣武帝にこれを報告した。宣武帝も李崇を信任して動じなかった。
515年（延昌4年）、梁の游撃将軍の趙祖悦が硤石を襲撃して占拠し、外城を築いて淮水沿岸地域の人々を城内に引き入れた。さらに梁の将軍の昌義之と王神念が水軍を率いて淮水を遡上し、寿春の奪取を企図した。梁の田道龍が辺城を侵し、路長平が五門を攻め、胡興茂が開霍を攻撃した。北魏の揚州の諸城寨は梁軍の全面的な攻勢にさらされていた。李崇は諸将を分遣して、これらと対峙させた。ひそかに船艦200艘あまりを艤装して、これに水戦の教練を施し、梁軍を待ち受けさせた。梁の霍州司馬の田休らが兵を率いて建安を攻撃すると、李崇は統軍の李神を派遣してこれを撃退した。さらに辺城戍主の邵申賢に命じて田休の逃走路を扼させ、濡水で田休を撃破し、3000人あまりを捕斬した。
許昌県令兼紵麻戍主の陳平玉が梁軍を引き入れて寝返った。李崇は十数度にわたって洛陽に救援を要請した。孝明帝は趙祖悦を討つべく鎮南将軍の崔亮や鎮東将軍の蕭宝寅を派遣し、李平に統率させた。516年（熙平元年）、李崇は李神に闘艦100艘あまりを与えて派遣し、淮水沿岸で李平や崔亮と合流させて硤石を攻めさせた。李神の水軍が硤石の東北の外城を攻め落とし、趙祖悦は降伏した。李崇は揚州刺史のまま驃騎将軍・儀同三司に進んだ。八公山の東南に新たに築城すると、これは魏昌城と呼ばれた。李崇は揚州刺史の任を解くよう前後十数回にわたって上表したため、孝明帝は元志を揚州刺史に任じて李崇と交代させた。まもなく李崇は都督冀定瀛三州諸軍事・驃騎大将軍・冀州刺史に任じられたが、赴任しなかった。
中書監・驃騎大将軍に任じられた。さらに右光禄大夫の位を受け、使持節・侍中・都督定幽燕瀛四州諸軍事・驃騎大将軍・定州刺史として出向した。洛陽に召還されて尚書左僕射に任じられ、散騎常侍の位を加えられた。尚書令に転じ、侍中の任を加えられた。李崇は官にあっては温厚で、決断は明快であったが、商業に投資して巨万の富を得たため、当時の士人の儒教的な価値観からは批判された。
523年（正光4年）、柔然の阿那瓌が兵を率いて国境を侵犯すると、李崇は本官のまま都督北討諸軍事となり阿那瓌を討つこととなった。李崇は国境を出て3000里あまり進んだが、会敵することなく帰還した。
524年（正光5年）、沃野鎮の破六韓抜陵が反乱し、六鎮の乱が起こった。北魏の臨淮王元彧が五原で大敗し、まもなく安北将軍の李叔仁も白道で敗北して、反乱は拡大した。そこで李崇が反乱の鎮圧に起用されることとなり、本官のまま使持節・開府北討大都督の任を加えられた。撫軍将軍の崔暹や鎮軍将軍の広陵王元淵らが李崇の節度を受けることとなった。李崇が五原に達すると、崔暹が白道の北で大敗した。反乱軍が合流して李崇を攻撃すると、李崇は広陵王元淵とともに奮戦し、反乱軍を連破した。対陣は冬におよび、李崇は平城に引き返した。広陵王元淵は李崇の長史の祖瑩が功績を水増しし、軍資を横領していると告発した。李崇は罪に問われて官爵を剥奪され、洛陽に召還された。
525年（正光6年）、徐州刺史の元法僧が彭城で叛いて南朝梁についた。安楽王元鑑が徐州刺史となり、元法僧を攻撃したが敗れ、単騎で逃げ帰った。孝明帝は李崇の官爵をもどし、東道大都督として徐州を攻撃させようとした。しかし李崇の病が重く、出馬できなかったため、安豊王元延明が代わって元法僧を討った。李崇は開府・相州刺史に任じられた。同年5月、在官のまま死去した。享年は71。侍中・驃騎大将軍・司徒公・雍州刺史の位を追贈された。諡は武康といった。後に重ねて太尉公の位を贈られた。

## 子女
- 李世哲
- 李神軌

## 伝記資料
- 『魏書』巻66 列伝第54
- 『北史』巻43 列伝第31